# Cimitero monumentale di Paternò
Il cimitero monumentale di Paternò è un cimitero che sorge in via degli Svevi nella parte meridionale dello storico colle di origine vulcanica ("Collina storica"), situato nella zona occidentale del territorio di Paternò, in provincia di Catania.

## Storia e descrizione
Le leggi eversive del 1866 portarono alla soppressione del convento dei cappuccini situato nel colle paternese. Il terreno ad esso adiacente venne requisito per la costruzione del cimitero, che venne inaugurato nel 1887. Parte dei locali furono adibiti a uffici comunali per i servizi cimiteriali e deposito delle salme.
Dell'ex convento oggi rimane soltanto la cappella dei frati, ossia, la attuale chiesa di Santa Maria delle Grazie, attigua all'ingresso principale del cimitero. Sul lato sinistro dell'ingresso principale del cimitero, vi è incisa una lapide che ricorda la sepoltura di militari ungheresi della prima guerra mondiale morti durante la loro prigionia a Paternò.
Il cimitero è stato costruito secondo alcuni storici su quella che era la città greco-romana, o per lo più in quel sito. I vialetti, le scalinate e le stradine interne, erano le vecchie strade che soprattutto in epoca greco-romana solcavano il luogo.
All'interno del cimitero si trovano molte cappelle e tombe di nobili e illustri famiglie della città:
- Cappella gentilizia dei baroni Cutore-Amico, senza dubbio la più sontuosa e imponente,dai paternesi chiamata ''Chiesa sconsacrata''
- Cappella gentilizia famiglia barone Ciancio
- Cappella gentilizia nobili Truglio
- Cappella gentilizia famiglia dei nobili Amore-Galifi della Bagliva
- Cappella gentilizia famiglia dei nobili Cutore-Rizzo
- Cappella gentilizia famiglia dei nobili Guido-Cara
- Cappella gentilizia famiglia Caponnetto
- Cappella gentilizia famiglia Ligresti
- Cappella gentilizia famiglia dei nobili Strano
- Cappella gentilizia famiglia Pulvirenti
- Cappella gentilizia famiglia del Canonico Raciti
- Cappella gentilizia famiglia Gulisano
- Cappella gentilizia famiglia Privitera Canciullo
- Cappella gentilizia famiglia Reitano
- Cappella gentilizia famiglia nobili Impallomeni
- Mausoleo-tomba dei principi e baroni Moncada-Savuto
- Mausoleo-tomba famiglia Sisinna
- Mausoleo-tomba famiglia dei nobili Impallomeni
- Mausoleo-tomba famiglia Magri
- Mausoleo-tomba dei baroni Cara-Zuccaro-Romeo del Cugno
- Mausoleo-tomba famiglia nobili Amore
- Mausoleo-tomba famiglia nobili Aiello-Bisicchia
- Mausoleo-tomba famiglia Castorina
- Mausoleo-tomba famiglia dei nobili Guido-Cutore

Il cimitero è anche sede di tutte le cappelle delle confraternite cittadine, sono 15 in tutto, ma ricordiamo le più belle e monumentali:
- Cappella Arciconfraternita S.Giacomo Apostolo Maggiore
- Cappella Arciconfraternita S.Francesco di Paola
- Cappella confraternita S.Michele Arcangelo
- Cappella confraternita S.Caterina v.m
- Cappella confraternita SS.Nome di Gesù Bambino
- Cappella Arciconfraternita SS.Sacramento

La maggior parte delle Cappelle gentilizie e confraternali sono in stile liberty, e rappresentano delle vere e proprie opere d'arte.
Le tombe-mausoleo per gran parte sono costruite in marmo, ornate da statue di Madonne, Gesù, angeli, putti ,santi vari e decorazioni varie, busti marmorei e lapidi elaborate.
La superficie si estende per buona parte del lato posteriore della "Collina storica"  è confina con la chiesa di Santa Maria dell'Alto.La parte meridionale si affaccia sulle campagne di contrada San Marco da cui si gode un magnifico panorama sulla valle del Simeto. Questa ubicazione rende il luogo molto suggestivo e quasi unico nel suo genere, per questo è considerato tuttora uno dei cimiteri più romantici e incantevoli d'Italia e nella parte superiore è confinante con la chiesa di Santa Maria dell'Alto.